# 奥平忠昌
奥平 忠昌（おくだいら ただまさ）は、江戸時代前期の大名。下野宇都宮藩主、下総古河藩主。奥平家昌の長男。

## 生涯
慶長13年（1608年）、宇都宮藩主・奥平家昌の長男として誕生した。徳川家康の曾孫にあたる。
慶長19年10月10日（1614年11月11日）、父・家昌が病のため急死した。同月23日、大坂の陣により亡父が命じられていた江戸城の本丸留守居役は幼少では務まらないため、免除の下命が出された。翌月11月18日（12月18日）、ようやく家督相続が認められ、下野宇都宮藩10万石の藩主にわずか7歳で就任する。元服のとき、大叔父・徳川秀忠から偏諱を受けて忠昌と名乗った。元和2年（1616年）3月、傅役の桑名勝成を従えて駿府まで出向き、病床の曽祖父・家康を見舞うと寝所まで招き入れられ、白鳥鞘の鑓を授けられた。
元和5年10月13日（1619年11月18日）、日光東照宮参拝のため将軍秀忠が宇都宮に立ち寄った際、生涯3度目の拝謁を賜る。この時、1万石の加増を受けるが、下総古河へ11万石（古河が6万石、下妻が2万5千石、小山2万5千石の計11万石）での転封が言い渡された。その後、元和8年（1622年）8月に宇都宮城釣天井事件の影響で宇都宮藩へ11万石で再封される。慶安2年（1649年）、将軍の日光社参の際の休泊所であった石橋宿の開雲寺境内に御殿を再建する。
明暦3年正月18日から19日（1657年3月2日から3日）には明暦の大火の煽りを受けて、日比谷の上屋敷、木挽町の中屋敷が類焼した。
寛文8年2月19日（1668年3月31日）、江戸汐留の藩邸で死去、61歳。長男の昌能が家督を継いだ。